# Pierre VI de Toulouse-Lautrec
Pour les articles homonymes, voir Pierre de Lautrec.
Pierre VI de Toulouse-Lautrec (? - 1431 ou 1444) est vicomte de Lautrec, de 1402 à sa mort. Il est aussi baron de Montredon (jusqu'en 1430) et de Montfa (en 1430), de Saint-Germier et de La Mortinié et de Labruguière (en 1430).

## Biographie
Pierre VI de Toulouse-Lautrec est le fils unique du vicomte Pierre V de Toulouse-Lautrec (? - 1392) et d'Ermessinde de Montaut. Membre de la famille de Toulouse-Lautrec, il est l'ancêtre du peintre Henri de Toulouse-Lautrec. À la mort de son père en 1402, il hérite d'une part de la vicomté de Lautrec, mais partage le domaine avec de nombreux autres vicomtes dont la plupart sont ses cousins éloignés.
Le 20 avril 1436, il assiste aux états généraux de Béziers.
En 1430, il échange sa baronnie de Montredon, comprenant les terres de Castelfranc et de Berlan, avec Hugues III d'Arpajon, qui est lui aussi vicomte de Lautrec. En contrepartie, il obtient la baronnie de Montfa, la seigneurie de Labruguière, ainsi que près de cent vaches, des vases en argent et 1150 écus d'Or.
Il se sépare à nouveau d'une partie de ces droits, cette fois sur la vicomté de Lautrec, en faveur du comte de Foix, Jean Ier de Foix, aussi co-vicomte de Lautrec.

## Mariage et postérité
Pierre VI de Toulouse-Lautrec épouse le 1er janvier 1410 Marguerite de Pestele, fille de Gui II, seigneur de Salers. De cette union naissent sept enfants, dont seul l'aîné, Antoine Ier de Toulouse-Lautrec, sera héritier.